# Cunnilingus

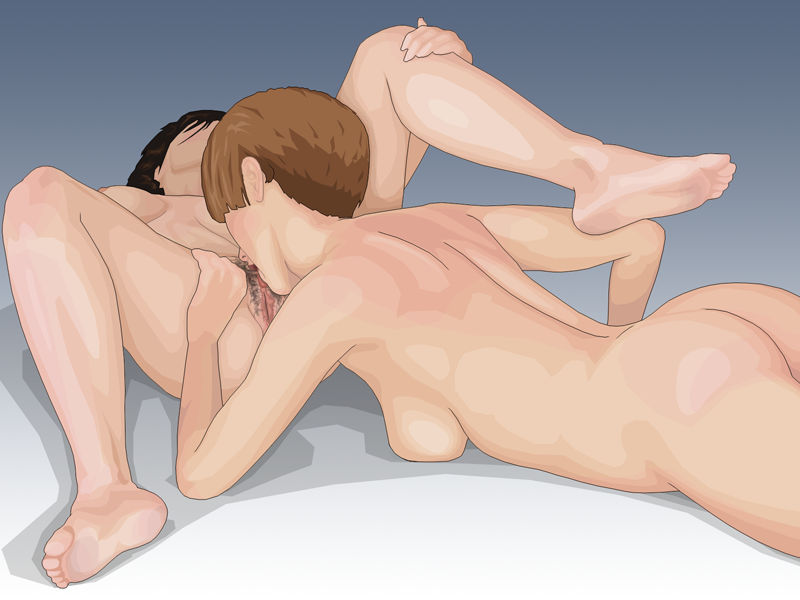
Illustration eines lesbischen Cunnilingus-Aktes

Cunnilingus (lateinisch cunnus „weibliche Scham“ und lingua „Zunge“) ist eine Form des Oralverkehrs, bei der eine Vulva – Klitoris, Schamlippen oder Scheideneingang – durch die Zunge und die Lippen des Sexualpartners stimuliert wird.

## Varianten

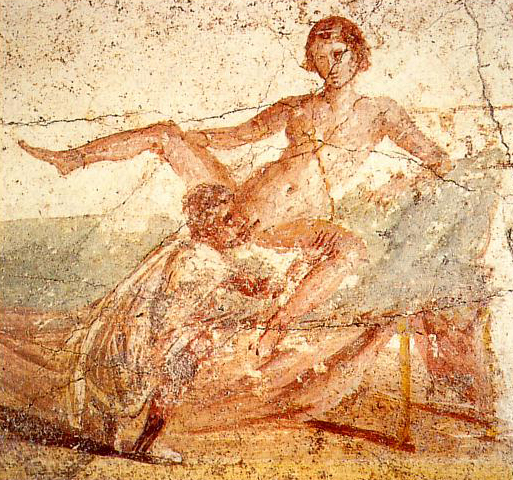
Darstellung des Cunnilingus auf einem Fresko in Pompeji (vor 79 n. Chr.)

Die Empfängerin kann während dieses Intimkusses verschiedene Körperpositionen einnehmen, zum Beispiel liegen, in die Stellung Neunundsechzig gehen, Facesitting praktizieren oder mit aufgestützten Armen knien (Vierfüßlerstand). Der gebende Partner kann während des Cunnilingus seine Finger in die Vagina einführen, um zusätzliche erogene Bereiche wie die Gräfenberg-Zone zu stimulieren. Dadurch erreicht die empfangende Frau ein noch höheres Erregungsniveau, was die Wahrscheinlichkeit eines Orgasmus steigert. 
In Kombination mit dem Vaginalverkehr erhöht Cunnilingus signifikant die Wahrscheinlichkeit, dass die Frau beim Geschlechtsverkehr einen Orgasmus hat. Deswegen eignet sich Cunnilingus als intensives Vorspiel.

## Wahrnehmung weiblicher Sexuallockstoffe
Frauen produzieren Kopuline, ein möglicher Kandidat für ein menschliches Pheromon. Kopuline sind Gemische flüchtiger, kurzkettiger Fettsäuren (aliphatische Monocarbonsäuren), die im weiblichen Vaginalsekret zyklusabhängig auftreten. Kopuline wurden zuerst von Richard Michael und Kollegen Ende der 1960er beziehungsweise Anfang der 1970er Jahre bei Rhesusaffen beschrieben. Menschliche Vaginalsekrete sind denen von anderen Primaten sehr ähnlich und enthalten die gleichen flüchtigen Fettsäuren, aber in abweichenden Zusammensetzungen. Der Anteil der einzelnen Fettsäuren im Vaginalsekret variiert im Laufe eines Sexualzyklus bzw. Menstruationszyklus. Stoffe wie Kopuline könnten beim Cunnilingus wahrgenommen werden und informativ für die Empfängnisbereitschaft der Frau sein.
Es existieren außerdem Studien, die einen Einfluss der Dauer des Cunnilingus auf die Menge des vom Mann produzierten Ejakulats zeigen.

## Risiken
Falls ein Partner mit einem Krankheitserreger infiziert ist (z. B. Chlamydien, Humane Papillomviren (HPV) oder Trichomonaden) bzw. bereits eine sexuell übertragbare Erkrankung hat (z. B. Gonorrhoe, Herpes oder Hepatitis), besteht grundsätzlich beim direkten Kontakt mit Körperflüssigkeiten für den anderen Partner das Risiko, sich anzustecken. Neuere Untersuchungen legen einen Zusammenhang zwischen Humanen Papillomviren (HPV), oralem Sex und Mundhöhlenkarzinom nahe.
Zum beiderseitigen Schutz vor sexuell übertragbaren Krankheiten beim Cunnilingus sind Lecktücher im Handel erhältlich oder durch das Aufschneiden eines Kondoms selbst einfach herzustellen.